# Красногорівська телещогла
Красногорівська телещогла — телекомунікаційна щогла заввишки 235 м, споруджена у 1968 році у селі Красногорівка Великобагачанського району Полтавської області.

## Характеристика
Висота вежі становить 235 м. Висота над рівнем моря — 137 м. Радіус потужності покриття радіосигналом становить 65 км. Прорахунок для DVB-T2 — 203 м.